# Festival de la Canción de San Remo 2023
El 73.º Festival de la Canción de San Remo 2023 tuvo lugar en el Teatro Ariston de Sanremo del 7 al 11 de febrero de 2023 con la dirección, por cuarto año consecutivo, de Amadeus, que también fue el director artístico; durante las noches se le unió Gianni Morandi, así como varias copresentadoras: Chiara Ferragni en la primera y quinta noche, Francesca Fagnani en la segunda noche, Paola Egonu en la tercera noche y Chiara Francini en la cuarta.
La participación en este evento fue similar a la edición anterior, con 28 artistas compitiendo con sus canciones en una sola categoría. De los 28 participantes, 22 son artistas reconocidos, mientras que los otros 6 son ganadores del concurso Sanremo Giovani 2022. Estos últimos presentaron una canción inédita diferente a la que les permitió ganar dicho concurso.
Como viene siendo reglamentario desde 2015, el ganador del Festival representa a Italia en el Festival de la Canción de Eurovisión 2023, que se celebrará en Liverpool, Reino Unido, salvo renuncia.

## Participantes
Los primeros 22 participantes en el Festival se anunciaron el 4 de diciembre de 2022 durante la edición diurna de TG1, mientras que los títulos de las canciones relacionadas se revelaron el 16 de diciembre siguiente durante la final de Sanremo Giovani 2022, evento que también seleccionó a los últimos seis artistas que se han ganado el derecho a participar en el Festival.
| Artista                                                                         | Última participación | Canción (Traducción)       | Compositor(es)                                                                                |
| ------------------------------------------------------------------------------- | -------------------- | -------------------------- | --------------------------------------------------------------------------------------------- |
| Anna Oxa                                                                        | 2011                 | «Sali (Canto dell'anima)»  | A. Oxa, F. Bianconi, Kaballà y F. Zanotti                                                     |
| Ariete                                                                          | Debutante            | «Mare di guai»             | Ariete, Calcutta, Dardust y V. Centrella                                                      |
| Articolo 31                                                                     | Debutantes           | «Un bel viaggio»           | J-Ax, Grido, F. Abbate, DJ Jad, Wlady, A. Colangelo y D. Silvestri                            |
| Colapesce Dimartino                                                             | 2021                 | «Splash»                   | Colapesce y Dimartino                                                                         |
| Colla Zio                                                                       | Debutantes           | «Non mi va»                | T. Bernasconi, T. Manzoni, A. Arminio, A. Malatesta, F. Lamperti y G. Pesenti                 |
| Coma_Cose                                                                       | 2021                 | «L'addio»                  | F. Zanardelli, F. Mesiano, F. Dalè y C. Frigerio                                              |
| Elodie                                                                          | 2020                 | «Due»                      | Elodie, F. Abbate, J. Ettorre e F. Catitti                                                    |
| Gianluca Grignani                                                               | 2015                 | «Quando ti manca il fiato» | G. Grignani y E. Melozzi                                                                      |
| Gianmaria                                                                       | Debutante            | «Mostro»                   | Gianmaria, G. Manilardi, V. Petrozzino, A. Filippelli y V. Centrella                          |
| Giorgia                                                                         | 2001                 | «Parole dette male»        | A. Bianco, F. Roccati, M. Dagani y M. M. G. Fracchiolla                                       |
| I Cugini di Campagna                                                            | Debutantes           | «Lettera 22»               | V. Lucchesi, D. Mangiaracina y F. Gargiulo                                                    |
| Lazza                                                                           | Debutante            | «Cenere»                   | Lazza, D. Petrella y Dardust                                                                  |
| LDA                                                                             | Debutante            | «Se poi domani»            | LDA, F. D'Alessio y A. Caiazza                                                                |
| Leo Gassmann                                                                    | 2020                 | «Terzo cuore»              | R. Zanotti, L. Gassmann, G. Pesenti y M. Paganelli                                            |
| Levante                                                                         | 2020                 | «Vivo»                     | Levante                                                                                       |
| Madame                                                                          | 2021                 | «Il bene nel male»         | Madame, N. Biasin y I. Sinigaglia                                                             |
| Mara Sattei                                                                     | Debutante            | «Duemilaminuti»            | D. David, Thasup y E. Brun                                                                    |
| Marco Mengoni                                                                   | 2013                 | «Due vite»                 | M. Mengoni, D. Petrella y D. Simonetta                                                        |
| Modà                                                                            | 2013                 | «Lasciami»                 | F. Silvestre y E. Palmosi                                                                     |
| Mr. Rain                                                                        | Debutante            | «Supereroi»                | Mr. Rain, F. Abbate y L. Vizzini                                                              |
| Olly                                                                            | Debutante            | «Polvere»                  | Olly, E. Lovito e J. Boverod                                                                  |
| Paola & Chiara                                                                  | 2005                 | «Furore»                   | J. Ettorre, A. La Cava, P. Iezzi, C. Iezzi, F. Mercuri, G. Cremona, L. Grillotti y E. Maimone |
| Rosa Chemical                                                                   | Debutante            | «Made in Italy»            | R. Chemical, P. Antonacci, O. Inglese y D. Simonetta                                          |
| Sethu                                                                           | Debutante            | «Cause perse»              | M. De Lauri y G. De Lauri                                                                     |
| Shari                                                                           | Debutante            | «Egoista»                  | Shari, M. Pisciottu, L. Fenudi y R. Puddu                                                     |
| Tananai                                                                         | 2022                 | «Tango»                    | Tananai, P. Antonacci, A. Raina y D. Simonetta                                                |
| Ultimo                                                                          | 2019                 | «Alba»                     | Ultimo                                                                                        |
| Will                                                                            | Debutante            | «Stupido»                  | Will, S. Cremonini y A. Pugliese                                                              |
| Nota: En fondo de color los seis primeros clasificados de Sanremo Giovani 2022. |                      |                            |                                                                                               |

## Celebración del festival

### Primera noche
A primera hora de la tarde actuarán 14 de los 28 artistas a concurso, cada uno con su propia canción, votada por los tres miembros del Jurado de la sala de prensa, es decir, el jurado de prensa y TV (un tercio), la web jurado (un tercio) y el jurado de radio (un tercio). Al final de la votación, se elaborará una clasificación provisional. La copresentadora será Chiara Ferragni y estarán Salmo (conectado desde Costa Smeralda), y Mahmood e Blanco, como invitados.
| Orden | Artista              | Canción                  | Votos primera noche              | Votos primera noche | Votos primera noche | Votos primera noche | Clasif. general |
| Orden | Artista              | Canción                  | Jurado de la prensa y televisión | Jurado de la web    | Jurado de la radio  | Posición            | Posición        |
| ----- | -------------------- | ------------------------ | -------------------------------- | ------------------- | ------------------- | ------------------- | --------------- |
| 1     | Anna Oxa             | Sali (canto dell'anima)  | 14                               | 14                  | 14                  | 14                  | 26              |
| 2     | Gianmaria            | Mostro                   | 13                               | 11                  | 11                  | 12                  | 22              |
| 3     | Mr. Rain             | Supereroi                | 10                               | 7                   | 8                   | 9                   | 17              |
| 4     | Marco Mengoni        | Due vite                 | 1                                | 1                   | 1                   | 1                   | 1               |
| 5     | Ariete               | Mare di guai             | 11                               | 12                  | 10                  | 11                  | 20              |
| 6     | Ultimo               | Alba                     | 4                                | 10                  | 7                   | 4                   | 10              |
| 7     | Coma_Cose            | L'addio                  | 2                                | 2                   | 5                   | 3                   | 6               |
| 8     | Elodie               | Due                      | 3                                | 3                   | 2                   | 2                   | 5               |
| 9     | Leo Gassmann         | Terzo cuore              | 6                                | 5                   | 4                   | 5                   | 11              |
| 10    | I Cugini di Campagna | Lettera 22               | 5                                | 9                   | 8                   | 8                   | 15              |
| 11    | Gianluca Grignani    | Quando ti manca il fiato | 7                                | 8                   | 13                  | 10                  | 19              |
| 12    | Olly                 | Polvere                  | 12                               | 13                  | 12                  | 13                  | 23              |
| 13    | Colla Zio            | Non mi va                | 8                                | 6                   | 6                   | 7                   | 13              |
| 14    | Mara Sattei          | Duemilaminuti            | 9                                | 4                   | 3                   | 6                   | 12              |

### Segunda noche
En la segunda velada actuarán los 14 restantes de los 28 artistas a concurso, cada uno con su propia canción, votada por los tres miembros del jurado de la sala de prensa, es decir, jurado de prensa y TV (un tercio), jurado de la web (un tercio) y radio jurado (un tercio). Al final de la votación se elaborará una clasificación provisional de los 14 artistas concursantes, que se sumarán a la clasificación provisional de los 14 de la primera velada, decretándose así la clasificación completa de las dos primeras veladas. La copresentadora será Francesca Fagnani y estarán Black Eyed Peas, Al Bano y Massimo Ranieri, como invitados.
| Orden | Artista             | Canción           | Votos segunda noche              | Votos segunda noche | Votos segunda noche | Votos segunda noche | Clasif. general |
| Orden | Artista             | Canción           | Jurado de la prensa y televisión | Jurado de la web    | Jurado de la radio  | Total               | Posición        |
| ----- | ------------------- | ----------------- | -------------------------------- | ------------------- | ------------------- | ------------------- | --------------- |
| 1     | Will                | Stupido           | 12                               | 13                  | 10                  | 12                  | 25              |
| 2     | Modà                | Lasciami          | 8                                | 10                  | 12                  | 10                  | 21              |
| 3     | Sethu               | Cause perse       | 13                               | 12                  | 14                  | 14                  | 28              |
| 4     | Articolo 31         | Un bel viaggio    | 7                                | 9                   | 9                   | 9                   | 18              |
| 5     | Lazza               | Cenere            | 6                                | 3                   | 4                   | 4                   | 7               |
| 6     | Giorgia             | Parole dette male | 4                                | 7                   | 3                   | 5                   | 8               |
| 7     | Colapesce Dimartino | Splash            | 1                                | 1                   | 5                   | 1                   | 2               |
| 8     | Shari               | Egoista           | 14                               | 14                  | 13                  | 13                  | 27              |
| 9     | Madame              | Il bene nel male  | 2                                | 2                   | 1                   | 2                   | 3               |
| 10    | Levante             | Vivo              | 9                                | 8                   | 8                   | 8                   | 16              |
| 11    | Tananai             | Tango             | 3                                | 4                   | 2                   | 3                   | 4               |
| 12    | Rosa Chemical       | Made in Italy     | 5                                | 5                   | 6                   | 6                   | 9               |
| 13    | LDA                 | Se poi domani     | 11                               | 11                  | 11                  | 11                  | 24              |
| 14    | Paola e Chiara      | Furore            | 10                               | 6                   | 7                   | 7                   | 14              |

##### Clasificación provisional de la secciónCampioni
| Artista              | Canción                  | Votación conjunta (1.ª y 2.ª noches) |
| Artista              | Canción                  | Posición                             |
| -------------------- | ------------------------ | ------------------------------------ |
| Marco Mengoni        | Due vite                 | 1                                    |
| Colapesce Dimartino  | Splash                   | 2                                    |
| Madame               | Il bene nel male         | 3                                    |
| Tananai              | Tango                    | 4                                    |
| Elodie               | Due                      | 5                                    |
| Coma_Cose            | L'addio                  | 6                                    |
| Lazza                | Cenere                   | 7                                    |
| Giorgia              | Parole dette male        | 8                                    |
| Rosa Chemical        | Made in Italy            | 9                                    |
| Ultimo               | Alba                     | 10                                   |
| Leo Gassmann         | Terzo cuore              | 11                                   |
| Mara Sattei          | Duemilaminuti            | 12                                   |
| Colla Zio            | Non mi va                | 13                                   |
| Paola e Chiara       | Furore                   | 14                                   |
| I Cugini di Campagna | Lettera 22               | 15                                   |
| Levante              | Vivo                     | 16                                   |
| Mr. Rain             | Supereroi                | 17                                   |
| Articolo 31          | Un bel viaggio           | 18                                   |
| Gianluca Grignani    | Quando ti manca il fiato | 19                                   |
| Ariete               | Mare di guai             | 20                                   |
| Modà                 | Lasciami                 | 21                                   |
| Gianmaria            | Mostro                   | 22                                   |
| Olly                 | Polvere                  | 23                                   |
| LDA                  | Se poi domani            | 24                                   |
| Will                 | Stupido                  | 25                                   |
| Anna Oxa             | Sali (canto dell'anima)  | 26                                   |
| Shari                | Egoista                  | 27                                   |
| Sethu                | Cause perse              | 28                                   |

### Tercera noche
En la tercera velada los 28 artistas actuarán con su propia canción a concurso, votada por el jurado de la encuesta de opinión (50%) y por el público en casa a través del televoto (50%). Al final de la votación, se elaborará una clasificación provisional de los 28 artistas a concurso, que luego se sumarán a la clasificación provisional de las dos primeras veladas. La copresentadora fue Paola Egonu y estará Guè (conectado desde Costa Smeralda), como invitado.
| Orden | Artista              | Canción                  | Votación tercera noche   | Votación tercera noche | Votación tercera noche | Votación tercera noche | Clasif. general |
| Orden | Artista              | Canción                  | Jurado demoscópico (50%) | Televoto (50%)         | Televoto (50%)         | Total                  | Clasif. general |
| Orden | Artista              | Canción                  | Jurado demoscópico (50%) | %                      | Posición               | Total                  | Posición        |
| ----- | -------------------- | ------------------------ | ------------------------ | ---------------------- | ---------------------- | ---------------------- | --------------- |
| 1     | Paola e Chiara       | Furore                   | 16                       | 1,80%                  | 16                     | 17                     | 14              |
| 2     | Mara Sattei          | Duemilaminuti            | 14                       | 1,21%                  | 19                     | 18                     | 18              |
| 3     | Rosa Chemical        | Made in Italy            | 13                       | 3,93%                  | 6                      | 7                      | 7               |
| 4     | Gianluca Grignani    | Quando ti manca il fiato | 17                       | 3,17%                  | 8                      | 8                      | 12              |
| 5     | Levante              | Vivo                     | 18                       | 0,66%                  | 24                     | 23                     | 21              |
| 6     | Tananai              | Tango                    | 8                        | 4,32%                  | 5                      | 5                      | 5               |
| 7     | Lazza                | Cenere                   | 9                        | 9,86%                  | 4                      | 4                      | 4               |
| 8     | LDA                  | Se poi domani            | 22                       | 2,96%                  | 9                      | 13                     | 15              |
| 9     | Madame               | Il bene nel male         | 7                        | 3,51%                  | 7                      | 6                      | 6               |
| 10    | Ultimo               | Alba                     | 11                       | 18,83%                 | 1                      | 1                      | 2               |
| 11    | Elodie               | Due                      | 5                        | 2,08%                  | 13                     | 10                     | 9               |
| 12    | Mr. Rain             | Supereroi                | 2                        | 12,21%                 | 3                      | 3                      | 3               |
| 13    | Giorgia              | Parole dette male        | 6                        | 2,25%                  | 12                     | 9                      | 10              |
| 14    | Colla Zio            | Non mi va                | 19                       | 0,83%                  | 22                     | 21                     | 20              |
| 15    | Marco Mengoni        | Due vite                 | 1                        | 16,50%                 | 2                      | 2                      | 1               |
| 16    | Colapesce Dimartino  | Splash                   | 3                        | 2,04%                  | 14                     | 11                     | 8               |
| 17    | Coma_Cose            | L'addio                  | 4                        | 1,99%                  | 15                     | 12                     | 11              |
| 18    | Leo Gassmann         | Terzo cuore              | 10                       | 0,80%                  | 23                     | 19                     | 19              |
| 19    | I Cugini di Campagna | Lettera 22               | 21                       | 0,62%                  | 25                     | 25                     | 22              |
| 20    | Olly                 | Polvere                  | 24                       | 0,84%                  | 21                     | 24                     | 24              |
| 21    | Anna Oxa             | Sali (canto dell'anima)  | 26                       | 1,51%                  | 18                     | 20                     | 25              |
| 22    | Articolo 31          | Un bel viaggio           | 12                       | 1,54%                  | 17                     | 16                     | 17              |
| 23    | Ariete               | Mare di guai             | 20                       | 2,26%                  | 11                     | 15                     | 16              |
| 24    | Sethu                | Cause perse              | 28                       | 0,23%                  | 27                     | 28                     | 28              |
| 25    | Shari                | Egoista                  | 27                       | 0,22%                  | 28                     | 27                     | 27              |
| 26    | Gianmaria            | Mostro                   | 23                       | 0,89%                  | 20                     | 22                     | 23              |
| 27    | Modà                 | Lasciami                 | 15                       | 2,52%                  | 10                     | 14                     | 13              |
| 28    | Will                 | Stupido                  | 25                       | 0,38%                  | 26                     | 26                     | 26              |

### Cuarta noche
Durante la cuarta velada, dedicada a las versiones, los 28 artistas actuarán con una pieza de su elección, tanto italiana como internacional, publicada entre los años sesenta, setenta, ochenta, noventa y dos mil. Las exposiciones serán votadas por el jurado de la encuesta de opinión (33%), por el jurado de sala de prensa (33%) y por el público en casa vía televoto (34%). A diferencia de años anteriores, en estas exposiciones los artistas deberán estar necesariamente acompañados por invitados italianos o extranjeros. Al final de la votación se elaborará una clasificación provisional de los 28 artistas concursantes que se sumará a la de las veladas anteriores. La copresentadora fue Chiara Francini.
| Orden | Artista - Invitado                                    | Canción (Intérprete original - Año)                                                       | Votación cuarta noche    | Votación cuarta noche     | Votación cuarta noche | Votación cuarta noche | Votación cuarta noche | Clasif. general |
| Orden | Artista - Invitado                                    | Canción (Intérprete original - Año)                                                       | Jurado demoscópico (33%) | Jurado de la prensa (33%) | Televoto (34%)        | Televoto (34%)        | Total                 | Posición        |
| Orden | Artista - Invitado                                    | Canción (Intérprete original - Año)                                                       | Jurado demoscópico (33%) | Jurado de la prensa (33%) | %                     | Posición              | Total                 | Posición        |
| ----- | ----------------------------------------------------- | ----------------------------------------------------------------------------------------- | ------------------------ | ------------------------- | --------------------- | --------------------- | --------------------- | --------------- |
| 1     | Ariete - Sangiovanni                                  | Centro di gravità permanente (Franco Battiato - 1981)                                     | 28                       | 28                        | 2,96%                 | 7                     | 17                    | 18              |
| 2     | Will - Michele Zarrillo                               | Cinque giorni (Michele Zarrillo - 1994)                                                   | 23                       | 26                        | 0,99%                 | 18                    | 25                    | 26              |
| 3     | Elodie - BigMama                                      | American Woman (Lenny Kravitz - 1999)                                                     | 4                        | 3                         | 1,93%                 | 12                    | 7                     | 9               |
| 4     | Olly - Lorella Cuccarini                              | La notte vola (Lorella Cuccarini - 1989)                                                  | 18                       | 20                        | 1,01%                 | 17                    | 20                    | 24              |
| 5     | Ultimo - Eros Ramazzotti                              | Medley Eros Ramazzotti                                                                    | 13                       | 12                        | 20,55%                | 2                     | 2                     | 2               |
| 6     | Lazza - Emma Marrone e Laura Marzadori                | La fine (Nesli - 2009)                                                                    | 3                        | 4                         | 11,89%                | 3                     | 3                     | 3               |
| 7     | Tananai - Don Joe e Biagio Antonacci                  | Vorrei cantare come Biagio (Simone Cristicchi - 2005) / Sognami (Biagio Antonacci - 2007) | 5                        | 5                         | 4,32%                 | 6                     | 6                     | 6               |
| 8     | Shari - Salmo                                         | Hai scelto un diavolo in me (Medley)                                                      | 26                       | 27                        | 0,64%                 | 24                    | 28                    | 27              |
| 9     | Gianluca Grignani - Arisa                             | Destinazione Paradiso (Gianluca Grignani - 1995)                                          | 10                       | 9                         | 2,63%                 | 8                     | 8                     | 11              |
| 10    | Leo Gassmann - Edoardo Bennato e il Quartetto Flegreo | Medley Edoardo Bennato                                                                    | 8                        | 11                        | 1,44%                 | 15                    | 13                    | 16              |
| 11    | Articolo 31 - Fedez                                   | Medley Articolo 31                                                                        | 6                        | 16                        | 2,10%                 | 10                    | 9                     | 14              |
| 12    | Giorgia - Elisa                                       | Luce (tramonti a nord est) (Elisa - 2001) / Di sole e d'azzurro (Giorgia - 2001)          | 1                        | 1                         | 7,81%                 | 4                     | 4                     | 5               |
| 13    | Colapesce Dimartino - Carla Bruni                     | Azzurro (Adriano Celentano - 1968)                                                        | 20                       | 6                         | 0,95%                 | 19                    | 15                    | 10              |
| 14    | I Cugini di Campagna - Paolo Vallesi                  | La forza della vita (Paolo Vallesi - 1992) / Anima mia (I Cugini di Campagna - 1973)      | 25                       | 24                        | 0,71%                 | 22                    | 24                    | 22              |
| 15    | Marco Mengoni - Kingdom Choir                         | Let It Be (The Beatles - 1970)                                                            | 2                        | 2                         | 20,58%                | 1                     | 1                     | 1               |
| 16    | Gianmaria - Manuel Agnelli                            | Quello che non c'è (Afterhours - 2002)                                                    | 22                       | 14                        | 1,20%                 | 16                    | 16                    | 21              |
| 17    | Mr. Rain - Fasma                                      | Qualcosa di grande (Lùnapop - 2000)                                                       | 11                       | 25                        | 6,46%                 | 5                     | 5                     | 4               |
| 18    | Madame - Izi                                          | Via del Campo (Fabrizio De André - 1967)                                                  | 12                       | 8                         | 1,99%                 | 11                    | 11                    | 7               |
| 19    | Coma_Cose - Baustelle                                 | Sarà perché ti amo (Ricchi e Poveri - 1981)                                               | 7                        | 17                        | 0,65%                 | 23                    | 18                    | 12              |
| 20    | Rosa Chemical - Rose Villain                          | America (Gianna Nannini - 1979)                                                           | 21                       | 7                         | 1,80%                 | 13                    | 12                    | 8               |
| 21    | Modà - Le Vibrazioni                                  | Vieni da me (Le Vibrazioni - 2003)                                                        | 14                       | 18                        | 2,49%                 | 9                     | 10                    | 13              |
| 22    | Levante - Renzo Rubino                                | Vivere (Vasco Rossi - 1993)                                                               | 19                       | 23                        | 0,39%                 | 27                    | 26                    | 23              |
| 23    | Anna Oxa - Iljard Shaba                               | Un'emozione da poco (Anna Oxa - 1978)                                                     | 24                       | 21                        | 0,90%                 | 20                    | 23                    | 25              |
| 24    | Sethu - Bnkr44                                        | Charlie fa surf (Baustelle - 2008)                                                        | 27                       | 22                        | 0,34%                 | 28                    | 27                    | 28              |
| 25    | LDA - Alex Britti                                     | Oggi sono io (Alex Britti - 1999)                                                         | 16                       | 13                        | 1,48%                 | 14                    | 14                    | 15              |
| 26    | Mara Sattei - Noemi                                   | L'amour toujours (I'll Fly with You) (Gigi D'Agostino - 1999)                             | 9                        | 19                        | 0,48%                 | 26                    | 22                    | 19              |
| 27    | Paola e Chiara - Merk & Kremont                       | Medley Paola e Chiara                                                                     | 15                       | 15                        | 0,85%                 | 21                    | 19                    | 17              |
| 28    | Colla Zio - Ditonellapiaga                            | Salirò (Daniele Silvestri - 2002)                                                         | 17                       | 10                        | 0,48%                 | 25                    | 21                    | 20              |

### Quinta noche
Durante la velada final volverán a actuar los 28 artistas, cada uno con su respectiva obra en competencia, votada por el jurado de la encuesta (33%), por el jurado en sala de prensa (33%) y por el público en casa vía televoto (34%). Al final de la votación se elaborará la clasificación final, determinada por la media entre los porcentajes de la velada final y los de las veladas anteriores, que establecerá la clasificación definitiva del vigésimo octavo al sexto puesto.
Seguirá una nueva votación con puesta a cero de las anteriores para los cinco primeros clasificados, votada por encuestas de opinión (33%), por sala de prensa (33%) y por el público vía televoto (34%), que decidirá finalmente la canción ganadora del Festival. La copresentadora será Chiara Ferragni y estarán Salmo (conectado desde Costa Smeralda).
| Orden | Artista              | Canción                  | Votación quinta noche | Votación quinta noche | Clasif. general |
| Orden | Artista              | Canción                  | Televoto              | Televoto              | Clasif. general |
| Orden | Artista              | Canción                  | %                     | Posición              | Clasif. general |
| ----- | -------------------- | ------------------------ | --------------------- | --------------------- | --------------- |
| 1     | Elodie               | Due                      | 2,35%                 | 10                    | 9               |
| 2     | Colla Zio            | Non mi va                | 0,53%                 | 21                    | 20              |
| 3     | Mara Sattei          | Duemilaminuti            | 0,67%                 | 18                    | 19              |
| 4     | Tananai              | Tango                    | 6,31%                 | 5                     | 5               |
| 5     | Colapesce Dimartino  | Splash                   | 2,01%                 | 11                    | 10              |
| 6     | Giorgia              | Parole dette male        | 2,44%                 | 9                     | 6               |
| 7     | Modà                 | Lasciami                 | 2,70%                 | 8                     | 11              |
| 8     | Ultimo               | Alba                     | 15,67%                | 2                     | 2               |
| 9     | Lazza                | Cenere                   | 13,88%                | 4                     | 3               |
| 10    | Marco Mengoni        | Due vite                 | 21,20%                | 1                     | 1               |
| 11    | Rosa Chemical        | Made in Italy            | 3,68%                 | 7                     | 8               |
| 12    | I Cugini di Campagna | Lettera 22               | 0,74%                 | 16                    | 21              |
| 13    | Madame               | Il bene nel male         | 3,95%                 | 6                     | 7               |
| 14    | Ariete               | Mare di guai             | 1,72%                 | 12                    | 14              |
| 15    | Mr. Rain             | Supereroi                | 14,81%                | 3                     | 4               |
| 16    | Paola e Chiara       | Furore                   | 0,63%                 | 19                    | 17              |
| 17    | Levante              | Vivo                     | 0,43%                 | 24                    | 23              |
| 18    | LDA                  | Se poi domani            | 1,11%                 | 13                    | 15              |
| 19    | Coma_Cose            | L'addio                  | 0,94%                 | 15                    | 13              |
| 20    | Olly                 | Polvere                  | 0,42%                 | 25                    | 24              |
| 21    | Articolo 31          | Un bel viaggio           | 0,71%                 | 17                    | 16              |
| 22    | Will                 | Stupido                  | 0,20%                 | 26                    | 26              |
| 23    | Leo Gassmann         | Terzo cuore              | 0,50%                 | 23                    | 18              |
| 24    | Gianmaria            | Mostro                   | 0,59%                 | 20                    | 22              |
| 25    | Anna Oxa             | Sali (canto dell'anima)  | 0,53%                 | 22                    | 25              |
| 26    | Shari                | Egoista                  | 0,09%                 | 28                    | 27              |
| 27    | Gianluca Grignani    | Quando ti manca il fiato | 1,08%                 | 14                    | 12              |
| 28    | Sethu                | Cause perse              | 0,11%                 | 27                    | 28              |

#### Final a 5
| Orden | Artista       | Canción   | Votación quinta noche  | Votación quinta noche | Votación quinta noche | Votación quinta noche | Clasif. general | Clasif. general |
| Orden | Artista       | Canción   | Jur. demoscópico (33%) | Jur. prensa (33%)     | Televoto (34%)        | Televoto (34%)        | %               | Posición        |
| Orden | Artista       | Canción   | Jur. demoscópico (33%) | Jur. prensa (33%)     | %                     | Posición              | %               | Posición        |
| ----- | ------------- | --------- | ---------------------- | --------------------- | --------------------- | --------------------- | --------------- | --------------- |
| 1     | Ultimo        | Alba      | 4                      | 5                     | 20,39%                | 2                     | 12,25%          | 4               |
| 2     | Tananai       | Tango     | 5                      | 3                     | 11,15%                | 5                     | 11,15%          | 5               |
| 3     | Lazza         | Cenere    | 3                      | 2                     | 18,28%                | 3                     | 16,64%          | 2               |
| 4     | Marco Mengoni | Due vite  | 1                      | 1                     | 32,31%                | 1                     | 45,53%          | 1               |
| 5     | Mr. Rain      | Supereroi | 2                      | 4                     | 17,87%                | 4                     | 14,43%          | 3               |

## Premios
- Ganador del 73.er Festival de la Canción de San Remo: Marco Mengoni - «Due vite»
- Podio - subcampeón del 73.er Festival de la Canción de San Remo: Lazza - «Cenere»
- Podio - tercera posición del 73.er Festival de la Canción de San Remo: Mr. Rain - «Supereroi»
- Podio - cuarta posición del 73.er Festival de la Canción de San Remo: Ultimo - «Alba»
- Podio - quinta posición del 73° Festival de la Canción de San Remo: Tananai - «Tango»
- Representante designado de Italia en el Festival de la Canción de Eurovisión 2023: Marco Mengoni - «Due vite»
- Premio de la Crítica "Mia Martini": Colapesce Dimartino - «Splash»
- Premio "Sergio Bardotti" al mejor texto: Coma_Cose - «L'addio»
- Premio de la Oficina de Prensa "Lucio Dalla": Colapesce Dimartino - «Splash»
- Premio Lunezia al valor musical-literario: Coma_Cose - «L'addio»
- Premio "Giancarlo Bigazzi" a la mejor composición musical: Marco Mengoni - «Due vite»
- Premio NuovoIMAIE "Enzo Jannacci" a la mejor interpretación: Colla Zio - «Non mi va»

### Más premios
- Premio a la Trayectoria "Ciudad de San Remo": Måneskin y Peppino di Capri